# Camelford
Camelford is een civil parish in het Engelse graafschap Cornwall. De plaats telt 2945 inwoners.

## Geschiedenis
Dankzij zijn naam wordt het stadje vaak gelinkt aan de legende van Camelot, en zelfs van Camlann, dit wordt door de meeste geschiedkundigen meestal afgedaan als toeval.
In 1988 was Camelford tot in het buitenland in het nieuws toen in juli de drinkwatervoorziening van de stad en het omliggende gebied was vervuild. Dit doordat 20 ton aluminiumsulfaat bij de nabijgelegen Lowermoor waterwerken van Bodmin Moor vlak bij Bodmin in de verkeerde tank werd geloosd. Een onafhankelijk onderzoek naar het incident (het ergste in zijn soort in de Britse geschiedenis) werd gestart in 2002, een uitgebreid onderzoeksverslag werd gepresenteerd in januari 2005. Toch blijven er nog steeds vragen over de langdurige effecten op de gezondheid van de lokale bevolking. Michael Meacher, die Camelford in zijn loopbaan als minister van Milieu Zaken bezocht, zou het incident en zijn nasleep "A most unbelievable scandal" genoemd hebben.

## Geboren
- Samuel Wallis (1728-1795), navigator